# Rue Garde-Monsieur
La rue Garde-Monsieur est une voie privée de la commune française de Rouen.

## Situation et accès
La rue Garde-Monsieur est située à Rouen. Elle débute à l'intersection de la rue Eau-de-Robec et se termine à l'intersection de la rue Saint-Vivien,.

## Origine du nom
Appelée « rue Gardin-Monsieur » jusqu'au début du XIXe siècle, l'origine du nom de la rue Garde-Monsieur est inconnue,.

## Historique
Son nom actuel est attesté dès 1809.
Le 19 octobre 1888, une délibération du conseil municipal prévoit des travaux d’asphaltage de la chaussée.
Si son nom témoigne peut-être d’un passé champêtre, elle est au XXe siècle une « petite rue étroite et obscure » réputée être un lieu de débauche. Elle est fermée pour des raisons d’hygiène et de salubrité.